# Hippotion gracilis
Hippotion gracilis là một loài bướm đêm thuộc họ Sphingidae. Nó được tìm thấy ở hầu hết sub-Saharan Châu Phi.
Sải cánh dài 64.6-71.1 mm đối với con đực và 66.9-71.1 mm đối với con cái. Nó rất giống loài Hippotion eson, nhưng nhìn chung nhỏ hơn, màu nhạt hơn.